# Adam at Six A.M.
Pour plus de détails, voir Fiche technique et Distribution.
Adam at Six A.M. (litt. « Adam à six heures du matin » est un film américain réalisé par Robert Scheerer, sorti en 1970.

## Fiche technique
Sauf indication contraire, les informations mentionnées dans cette section peuvent être confirmées par la base de données cinématographiques IMDb,  présente dans la section « Liens externes ».
- Titre original : Adam at Six A.M.
- Réalisateur : Robert Scheerer
- Scénario : Elinor Karpf et Steven Karpf
- Musique : Dave Grusin
- Direction artistique : Dale Hennesy
- Photographie : Charles Rosher Jr.
- Montage : John McSweeney Jr.
- Production : Robert W. Christiansen et Rick Rosenberg
- Production déléguée : Robert E. Relyea
- Sociétés de production : Cinema Center Films et Solar Productions
- Société de distribution : National General Pictures
- Budget : 1,4 million de dollars[1]
- Pays de production :  États-Unis
- Langue originale : anglais
- Format : couleur
- Genre : drame
- Durée : 100 minutes
- Dates de sortie :
  - États-Unis : 22 septembre 1970
  - France : 25 janvier 2022 sur OCS[2]

## Distribution
- Michael Douglas : Adam Gaines
- Lee Purcell : Jerri Jo Hopper
- Joe Don Baker : Harvey Gavin
- Louise Latham : Mme Hopper
- Charles Aidman : M. Hopper
- Grayson Hall : Inez Treadly
- Marge Redmond : Cleo
- Dana Elcar : Van Treadly
- Ed Call : Orville
- Carolyn Conwell : Mavis
- Butch Youngblood : Elwood
- Greg Joseph : Ed
- Timothy Blake : une fille
- Richard Derr : M. Gaines
- Pat Randall : Pearlie
- Joella Deffenbaugh : Marylist
- Sharon Marshall : Rosalie
- David Sullivan : Leroy
- Del Monroe : Mutt Peavine
- Meg Foster : Joyce
- Anne Gwynne : Mme Gaines

## Production
La société de Steve McQueen, Solar Productions, signed signé un contrat pour plusieurs films avec Cinema Center Films (en). Ce film est leur premier long métrage en tant que producteur.
En 1969, Michael Douglas reçoit son premier salaire, à peu près 3 400 dollars, pour sa participation au film, et également le Porsche 911 orange de Steve McQueen qu'il conduit dans le film.
Le tournage commence le 3 septembre 1969. Il a lieu au Missouri, notamment à Excelsior Springs et à Cameron.